# Pitulușa, Vrancea
Pitulușa este un sat în comuna Broșteni din județul Vrancea, Muntenia, România.